# Saint-Pierre-des-Loges
Saint-Pierre-des-Loges – miejscowość i gmina we Francji, w regionie Normandia, w departamencie Orne.
Według danych na rok 1990 gminę zamieszkiwało 138 osób, a gęstość zaludnienia wynosiła 14 osób/km² (wśród 1815 gmin Dolnej Normandii Saint-Pierre-des-Loges plasuje się na 748. miejscu pod względem liczby ludności, natomiast pod względem powierzchni na miejscu 516.).